# Marie-Noëlle Thémereau
Marie-Noëlle Thémereau (ur. 18 maja 1950) – polityk, przewodnicząca rządu Nowej Kaledonii od 29 czerwca 2004 do 24 lipca 2007. Z wykształcenia jest magistrem prawa, specjalizuje się w prawie pracy. Jest członkinią antyniepodległościowej partii Wspólna Przyszłość (Avenir ensemble). 
W wyborach w maju 2004 partia ta zdobyła 16 mandatów w 54-osobowym Zgromadzeniu Terytorialnym (parlamencie), tyle samo co Zgromadzenie na rzecz Kaledonii w Republice.
24 lipca 2007 Marie-Noëlle Thémereau ustąpiła ze stanowiska, co spowodowało także rozwiązanie jej gabinetu.